# Philipp Gottron
Johann Philipp Gottron (* 12. September 1812 in Mombach; † 25. Januar 1881 im Sandusky County) war ein hessischer Ziegelhüttenbesitzer und Politiker und Abgeordneter der 2. Kammer der Landstände des Großherzogtums Hessen.
Philipp Gottron war der Sohn des Zieglers Hermann Gottron und dessen Ehefrau Barbara, geborene Heim. Gottron, der katholischen Glaubens war, heiratete Clara geborene Fertig.
Nach dem Tod des Maurermeisters und Bürgermeisters (1823 bis 1831) Nikolaus Schnell 1845 erwarb er dessen Ziegelei in Raunheim, die er bis 1854 betrieb.
1844 bis 1848 war er Bürgermeister von Raunheim. Von 1851 bis 1854 gehörte er der Zweiten Kammer der Landstände an. Er wurde für den Wahlbezirk Starkenburg 18/Groß-Gerau (I) gewählt. Im Mai 1854 wanderte er mit seinem Bruder Johannes und der Familie nach Amerika aus.

## Belege
1. ↑  Philipp Gottron in der Datenbank Find a Grave, abgerufen am 9. November 2018. .

| Personendaten    | Personendaten                             |
| ---------------- | ----------------------------------------- |
| NAME             | Gottron, Philipp                          |
| ALTERNATIVNAMEN  | Gottron, Johann Philipp                   |
| KURZBESCHREIBUNG | Landtagsabgeordneter Großherzogtum Hessen |
| GEBURTSDATUM     | 12. September 1812                        |
| GEBURTSORT       | Mombach                                   |
| STERBEDATUM      | 25. Januar 1881                           |
| STERBEORT        | Sandusky County                           |